# 세시 달메이다
세시 옥타브 에밀 달메이다(프랑스어: Sessi Octave Emile D'Almeida, 1995년 11월 20일 ~ )는 키프로스 1부 리그 클럽 아폴론 리마솔에서 수비형 미드필더로 활약하고 있는 베냉의 프로 축구 선수이다. 프랑스에서 태어난 그는 베냉을 대표하는 국가대표 선수이다.

## 구단 경력
달메이다는 2013년 12월 12일, 마카비 텔아비브와의 UEFA 유로파리그 조별 리그에서 보르도 대표팀에 데뷔해 1-0으로 패한 원정 경기에서 전반 75분을 소화한 후 테오 펠레나르와 교체되었다.
2014년 8월 23일, 그는 3-1로 승리한 OGC 니스 원정 경기 막판 앙드레 비요고 포코와 교체되어 보르도에서 리그 1 데뷔 전을 치렀다.
2016년 여름 반즐리와 성공적인 재판을 마친 달메이다는 챔피언십 클럽과 2년 계약을 체결했다.
2017-18년 시즌이 끝난 후 블랙풀에서 방출되었다.
2018년 7월 13일, 달메이다는 EFL 리그 투의 요빌 타운과 1년 계약을 체결하고 2년 연장 옵션을 제공했다. 2018-19년 시즌이 끝난 후, 달메이다는 클럽이 풋볼 리그에서 강등된 후 요빌에 의해 방출되었다.
2019년 7월 24일, 달메이다는 프랑스로 돌아와 리그 2의 발랑시엔과 2년 계약을 체결했다.

## 국가대표팀 경력
달메이다는 2014년 상투메 프린시페와의 2015년 아프리카 네이션스컵 예선 경기를 위해 베냉 국가대표팀에 소집되었다. 2015년 적도 기니와의 경기에서 베냉 국가대표팀 데뷔 전을 치렀다.